# Ciocile
Ciocile è un comune della Romania di 2 959 abitanti, ubicato nel distretto di Brăila, nella regione storica della Muntenia.
Il comune è formato dall'unione di 4 villaggi: Chichinețu, Chioibășești, Ciocile, Odăieni.